# Relaciones Estados Unidos-San Marino

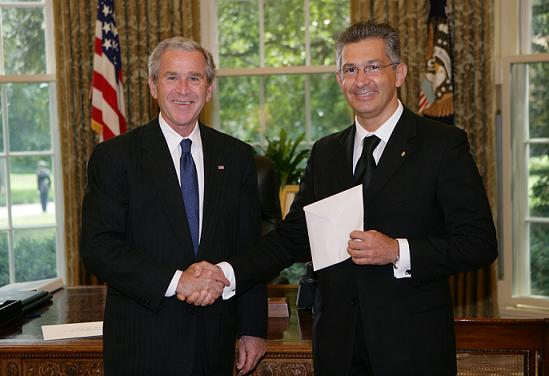
Paolo Rondelli, el primer embajador de San Marino en Estados Unidos, con el expresidente George W. Bush.

Las relaciones Estados Unidos-San Marino son las relaciones diplomáticas entre Estados Unidos y San Marino.

## Historia
Los Estados Unidos y San Marino disfrutan de relaciones diplomáticas amistosas. San Marino propuso una alianza republicana con los Estados Unidos durante la guerra civil americana. En 1906, los países firmaron un tratado de extradición. Durante la Primera Guerra Mundial, Estados Unidos intervino a favor de San Marino e intentó liberar a los prisioneros de guerra de San Marino detenidos en Austria-Hungría. Sin embargo, sus súplicas fueron negadas. San Marino siempre apoya las posiciones de política exterior de Estados Unidos, así como los candidatos de EE. UU. a organizaciones internacionales. Los dos países están en excelentes condiciones. En septiembre de 2006, el presidente George W. Bush nombró un embajador en Italia Ronald P. Spogli para servir simultáneamente como embajador en San Marino. El embajador Spogli es el primer embajador de los Estados Unidos en San Marino en la historia del país. Para fines consulares, la república está dentro de la jurisdicción del Florencia distrito consular. Los funcionarios del consulado visitan regularmente San Marino para llevar a cabo gestiones diplomáticas, representan los intereses de los Estados Unidos y administran los servicios consulares. A septiembre de 2013, John R. Phillips es el embajador de Estados Unidos en San Marino (e Italia). En julio de 2007, el embajador Paolo Rondelli se convirtió en el primer embajador de San Marino en los Estados Unidos.